# Anja Noske
Anja Noske (ur. 10 czerwca 1986 w Lüneburgu) – niemiecka wioślarka.

## Osiągnięcia
- Mistrzostwa Świata – Monachium 2007 – czwórka podwójna wagi lekkiej – 5. miejsce[1].
- Mistrzostwa Europy – Ateny 2008 – dwójka podwójna wagi lekkiej – 6. miejsce[1].
- Mistrzostwa Świata – Poznań 2009 – dwójka podwójna wagi lekkiej – 4. miejsce[1].
- Mistrzostwa Europy – Montemor-o-Velho 2010 – dwójka podwójna wagi lekkiej – 3. miejsce[1].